# Maria Kobylińska
Maria Kobylińska, po mężu Rogaczewska (ur. 2 lutego 1960 w Warszawie) – polska wioślarka, olimpijka z Moskwy 1980.
W trakcie kariery sportowej (lata 1973–1986) zawodniczka Skry Warszawa. Swój pierwszy sukces odniosła jako juniorka, zdobywając w 1978 roku brązowy medal mistrzostw świata juniorów w jedynce.
Uczestniczka mistrzostw świata w czwórce ze sternikiem w Bledzie (1979), gdzie Polska osada zajęła 8. miejsce (partnerkami były: Hanna Jarkiewicz, Aleksandra Kaczyńska, Róża Data, Katarzyna Żmuda (sterniczka)) i w Monachium (1981), gdzie Polska osada zajęła 7. miejsce (partnerkami były: Mariola Abrahamczyk, Zyta Jarka, Aleksandra Kaczyńska, Maria Dzieża (sterniczka)) oraz w Lucernie (1982) w dwójce podwójnej (partnerką była Beata Dziadura), w której Polki zajęły 10. miejsce.
Na igrzyskach olimpijskich wystartowała w Czwórce podwójnej (partnerkami były: Bogusława Tomasiak, Mariola Abrahamczyk, Aleksandra Kaczyńska, Maria Dzieża (sterniczka)). Polska osada zajęła 5. miejsce.